# L'ultimo turno (film 2025)
L'ultimo turno (Heldin) è un film del 2025 diretto da Petra Volpe.
È stato scelto come candidato svizzero all'Oscar al miglior film internazionale 2026.

## Trama
Floria, giovane infermiera di un ospedale del cantone tedesco della Svizzera, si trova sola insieme ad un'unica collega a gestire tutto un reparto.

## Distribuzione
Il film è stato presentato in anteprima il 17 febbraio 2025 nella sezione Berlinale Special Gala del 75º Festival di Berlino. È stato distribuito nelle sale cinematografiche elvetico-tedesche a partire dal 27 febbraio seguente, mentre in quelle italiane da BiM Distribuzione a partire dal 20 agosto 2025.

## Accoglienza
Il film è stato visto da oltre 650 000 spettatori tra Svizzera, Austria e Germania, incassando al botteghino di quest'ultima l'equivalente di 2,3 milioni di dollari.